# Heer der Volksrepublik China

Flagge der Landstreitkräfte

Das Heer der Volksbefreiungsarmee (chinesisch 中国人民解放军陆军, englisch People's Liberation Army Ground Force) sind die Landstreitkräfte der Volksrepublik China.

## Gliederung des Heeres
Das chinesische Heer ist nach offiziellen Angaben rund 1,6 Mio. Soldaten stark und damit die größte chinesische Teilstreitkraft. Nach britischen Erkenntnissen besteht es aus 800.000 Berufssoldaten und ebenso vielen Wehrpflichtigen. Das Heer stellt demnach 76 Prozent der Gesamtheit der chinesischen Soldaten. Das US-Verteidigungsministerium geht von 950.000 Soldaten in Kampfeinheiten aus (Stand 2021).
Die Landstreitkräfte werden wie die anderen Waffengattungen seit einigen Jahren modernisiert und verkleinert. Im Jahr 2016 wurde eine umfassende Militärreform angestoßen. Für das Heer bedeutete dies eine prinzipielle Gliederung in 13 Armeegruppen, die in etwa Korps in westlichen Armeen entsprechen. Die Armeegruppen gliedern sich weiter in insgesamt 78 Brigaden der verbundenen Waffen mit jeweils bis zu 5000 Mitgliedern. Diese werden in die drei Kategorien schwer (mit gepanzerten Kettenfahrzeugen), mittel (gepanzerte Radfahrzeuge) und leicht (hochmobile, Gebirgsjäger-, Luftlande- und motorisierte Brigaden) geordnet. Zu diesen Gefechtsbrigaden kommen in jeder Armeegruppe sechs weitere spezialisierte Brigaden: jeweils eine Artillerie-, Flugabwehr-, Heeresflieger- (in zwei Armeegruppen Luftlande-), Spezialeinheiten-, Logistik- sowie Pionier- und ABC-Abwehrbrigade. Außerhalb der Armeegruppen sind noch einzelne unabhängige Brigaden und Divisionen vorhanden. Unterhalb der Brigadeebene wird auch bei den Bataillonen verstärkter Wert auf die Fähigkeit zum Kampf der verbundenen Waffen und damit eine eigenständige Einsatzfähigkeit gelegt. So wurden Bataillone in den vergangenen Jahren verstärkt mit Aufklärungs- und Kampfunterstützungselementen ausgestattet. Insgesamt bestanden im Jahr 2018 15 Spezialeinheitenbrigaden.
Die vollständige Mechanisierung des Heeres war für das Jahr 2020 geplant. Ob dies gelang, ist unklar.

## Ausrüstung des Heeres

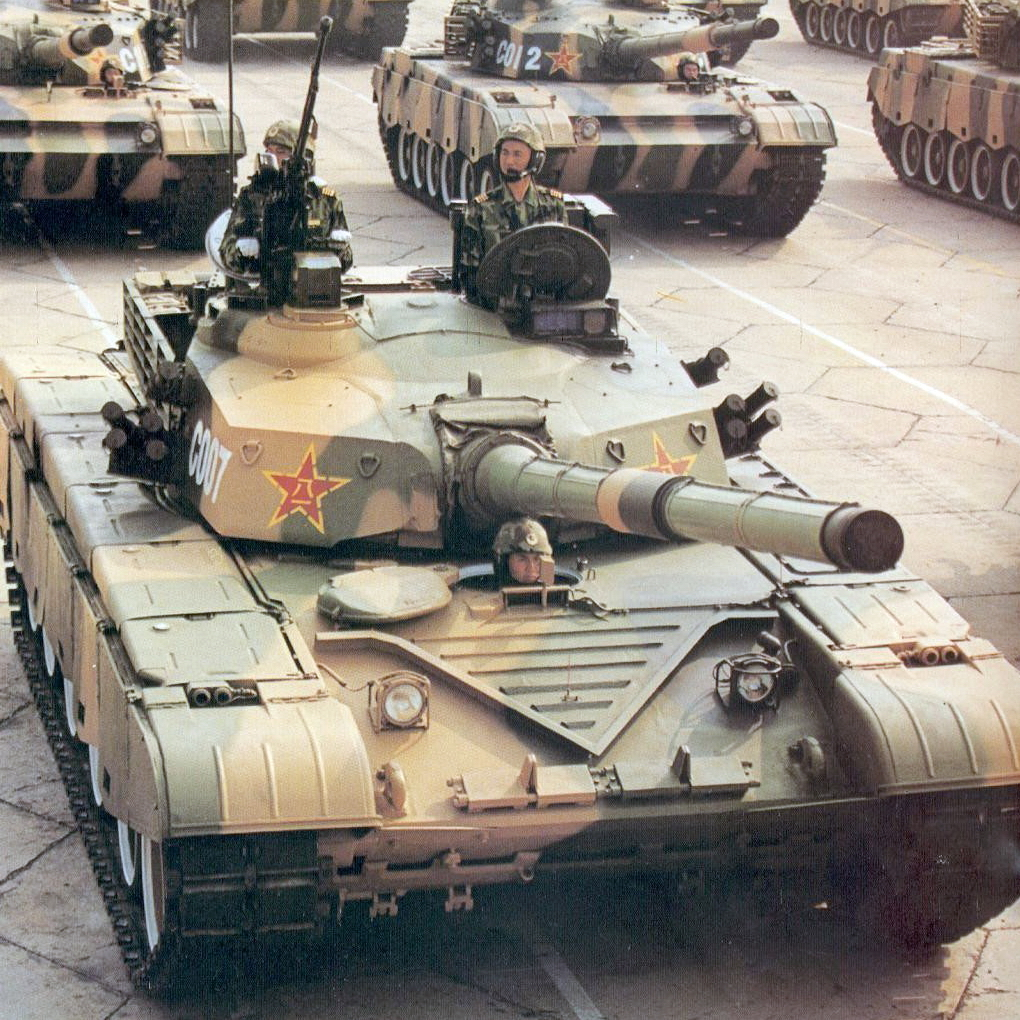
Chinesischer Kampfpanzer Typ 98

Das Heer verfügt nach US-Erkenntnissen über jeweils rund 6300 Panzer und 6300 Stück Artillerie. Insgesamt sind Verbände in der Küstenregion gegenüber Taiwan der Schwerpunkt der Heeresmodernisierung. Diese Einheiten werden vor allem mit amphibischen Waffen- und Transportsystemen ausgestattet.
Viele chinesische Kampfpanzer gehören nach wie vor zum veralteten Typ 59. 2006 wurden die ersten modernen Panzer des Typs 99 an die Truppe ausgegeben. Von diesem und dem Vorgängermodell Typ 98 sollen sich derzeit insgesamt rund 200 Stück im Einsatz befinden. Die mechanisierte Infanterie ist vor allem mit Schützenpanzern des Typs 86 ausgerüstet. Es handelt sich dabei um BMP-1 mit einem verbesserten Turm, der eine 30-Millimeter-Maschinenkanone trägt.
Das US-Verteidigungsministerium geht davon aus, dass die Volksbefreiungsarmee gleichzeitig eine komplette Division verschiffen und bis zu 5000 Fallschirmjäger per Flugzeug absetzen kann, deutlich weniger bei parallelem Lufttransport schwerer Waffen.

### Luftfahrzeuge
- Siehe Liste der aktiven Luftfahrzeuge des chinesischen Heeres